# خداشناسی سکولار
خداشناسی سکولار یا الهیات سکولار (به انگلیسی: Secular theology)، دوگانگی جوهر دین مدرن را رد می‌کند، یعنی اعتقاد به دو شکل واقعیت که اعتقاد به بهشت و جهنم لازم است. خداشناسی سکولار می‌تواند مانند بسیاری از ادیان طبیعت، اعتقاد به خدا را در خود جای دهد، اما به عنوان ساکن در این جهان و نه جدا از آن.